# IBM 1400
A Série IBM 1400 foi uma série de computadores transistorizadas de segunda geração de faixa média orientadas a tarefas administrativas que a IBM comercializou a princípios de 1960. Podiam ser operadas como sistemas independentes, junto com uma equipa perfurador de cartões IBM, ou como equipamento auxiliar de outros sistemas de computadores.
As máquinas da série 1400 alojavam informação numa memória de núcleos magnéticos (também chamada "de núcleos de ferrite") como correntes de caracteres de longitude variável, terminadas numa bandeira especial. A aritmética realizava-se carácter a carácter. A entrada e saída era sobre cartão perfurado, fita magnética e impressoras de linha de alta velocidade. Os primeiros discos magnéticos estavam disponíveis.

## Características
As características que destaca neles são as seguintes:
- Sistema de processamento de alta velocidade
- Componentes de "estado sólido"
- Flexibilidade de programação
- Entrada-Saída de alta velocidade
- Capacidade aritmética e lógica

Admitem cartões perfurados e, segundo o modelo, fitas magnéticas e discos. A unidade de impressão modelo IBM 1403 era uma impressora de linhas (1100 linhas por minuto) que permitia a impressão de linhas de até 132 caracteres a 10 caracteres por polegada e 6 ou 8 linhas por polegada. A lectogravadora de cartões perfurados correspondia ao modelo IBM 1402.
Estas equipamentos tinham memória de núcleos magnéticos, com 2 bits de zona e 4 bits para dígitos que permitiam o armazenamento em código BCD mais 1 bit chamado de "marca de palavra" e 1 bit de paridade. Uma memória poderia ter 1.400 "núcleos" (configuração básica) até chegar a 16.000 "núcleos" mediante o agregado da Unidade de Armazenamento 1406.
Para a entrada/saída tinham definidas posições fixas de cor:
- 1 a 80 recebiam os dados do cartão perfurado cuja leitura se tinha ordenado.
- 101 a 180 continham os dados que se desejavam perfurar em cartão.
- 301 a 332 continham os dados da linha que se desejava imprimir.

Isto permitia que as instruções de leitura, perfuração ou impressão tivessem só um caractere.
| Código | Efeito             |
| ------ | ------------------ |
| 1      | Leitura de cartão  |
| 2      | Imprimir           |
| 4      | Perfurar em cartão |

Um programa podia realizar estas tarefas em forma simultânea, já que a cada código correspondia à activação de um bit, de forma tal que
| Código | Efeito                                              |
| ------ | --------------------------------------------------- |
| 3      | Lê e imprimie simultaneamente                       |
| 5      | Lê e perfura um cartão em forma simultânea          |
| 6      | Imprime e perfura um cartão em forma simultânea     |
| 7      | Lê, imprime e perfura um cartão em forma simultânea |

Outros periféricos que aceitava a IBM 1401 foram:
- Leitora de fita de papel IBM 1011
- Leitora de caracteres magnéticos IBM 1419
- Leitora óptica de caracteres IBM 1418
- Unidade terminal de transmissão de fita magnética IBM 7701
- Perfuradora de fita de papel IBM 1012
- Unidade de armazenamento em discos IBM 1405
- Consola de consulta IBM 1407
- etc.

## História
O 1401 foi o primeiro membro da série IBM 1400. O IBM 1410 era similar em desenho, mas com maior espaço de direcionamento. O IBM 1460 era idêntico na lógica, mas não fisicamente, a um 1401 completo com memória de 16.000 bytes. O 1240 era um sistema de banco, equivalente ao sistema 1440 com suporte MICR.
Membros da série 1400 incluíam:
- IBM 1240 - 1963[1]
- IBM 1401 - 1959
- IBM 1410 - 1960
- IBM 1420 - 1962[2]
- IBM 1440 - 1962
- IBM 1450 - 1968[3]
- IBM 1460 - 1963
- IBM 7010 - 1962

## Linguagens de programação
As Linguagens de Programação para a série 1400 incluíam Symbolic Programming System (SPS, uma linguagem assembler), Autocoder (linguagem assembler), COBOL, FORTRAN, Report Program Generator (RPG) e FARGO.

## Retiro
A Série 1400 foi substituída pelo System/360 e máquina de baixo nível como a IBM System/3 e as subsequentes System/32, System/34, System/36, System/38 e AS/400.
O 1400 retirou-se oficialmente a princípios de 1970, no entanto alguns periféricos da série 1400 venderam-se com os sistemas de terceira geração.
Um computador IBM 1401 está a ser restaurado em forma completa e operacional pelo Computer History Museum.